# Sibirisk jordekorre
Sibirisk jordekorre (Tamias sibiricus) är enligt Mammal Species of the World en art i släktet jordekorrar. Den är ensam i undersläktet Eutamias. Enligt en studie från 2016 godkänns taxonet som släkte.

## Utseende
Längden är 18-25 cm, av vilken svansen utgör 6-8 cm. Vikten varierar med årstiden, men är normalt mellan 50 och 150 gram. Pälsen har en gråbrun till brungul grundfärg. På sidorna finns också fyra ljusa och fem mörka, längsgående strimmor. Vissa av strimmorna fortsätter till huvudet. Även svansen har brunaktig grundfärg med ljusare och mörkare strimmor. Den har stora kindpåsar som den förvarar mat i. Öronen är små och avrundade.

## Vanor
Den sibiriska jordekorren är dagaktiv, och lever i underjordiska bon. Den lägger upp matförråd, även dessa är underjordiska upp till 5 cm under markytan. Djuret tvättar ofta sig självt, även social putsning förekommer. Den sibiriska jordekorren går i ide (torpor) under vintern. Arten kan klättra i växtligheten men den vistas främst på marken.
Boet som används under sommaren har vanligen en enkel konstruktion. Vinterboet består av upp till 9 meter långa gångar, ett sovrum, ett förrådsrum och flera mindre latriner. Individens vinterförråd i boet samt i olika gömmor kan hopräknad väga 3 till 4 kg.
Fortplantningstiden sträcker sig över senare våren (april) och sommaren. Honor kan ha två kullar per år och per kull föds 3 till 8 ungar efter 28 till 35 dagar dräktighet. De är vid födelsen blinda och väger cirka 4g. Ungarna öppnar sina ögon efter 20 till 25 dagar och efter ungefär 6 veckor börjar de utforska den närmaste omgivningen tillsammans med modern. Honan slutar efter cirka 7 veckor med digivning och en vecka senare blir ungarna självständiga. Vilda exemplar som blir könsmogna kan leva 2 till 5 år. Individer i fångenskap blir vanligen 6 till 10 år gamla.
Sibirisk jordekorre jagas bland annat av rovlevande fåglar, av mårddjur och av mindre kattdjur.

## Föda
Djuret är allätare. Stapelfödan är knoppar av olika träd och buskar, svamp, bär och örter. Även olika sädesslag samt insekter, fågelungar och ödlor förtärs.

## Utbredning
Den sibiriska jordekorren lever i Eurasien från centrala Ryssland och norra Asien från sibiriska taigan till Mongoliet, Kazakstan, Kina, Korea och norra Japan (Hokkaido). Introducerade populationer lever i Belgien, Italien, Nederländerna, Schweiz och västra Tyskland. Arten är listad som en invasiv art av EU och ett exemplar av arten upptäcktes i Skåne i maj 2019.
Habitatet varierar mellan barrskogar, blandskogar, stäpper och andra öppna landskap. I skogarna fördras områden med ett tät täcke av risbuskar som utvecklar bär. Sibirisk jordekorre lever i låglandet och i bergstrakter upp till trädgränsen.